# 질풍! 아이언리거
《질풍! 아이언리거》(일본어: 疾風!アイアンリーガー, しっぷう!アイアンリーガー)는 1993년 4월 6일부터 1994년 3월 29일까지 TV 도쿄에서 방영된 선라이즈  제작의 스포츠, 로봇 애니메이션 작품이다. 총 52화로 구성되었으며 후속작으로 오리지널 비디오 애니메이션으로 출시된 5화 구성의 《질풍! 아이언리거 실버의 깃발 아래》(일본어: 疾風！アイアンリーガー 銀光の旗の下に)가 있다.

## 줄거리
미래 시대에 "리거(일본어: リーガー, Leaguer)"라는 통칭으로 불리는 로봇들이 다양한 스포츠를 하는 "아이언리그"는 반칙과 난투, 파괴가 난무하는 거친 경기가 횡행했다. 특히 아이언리그 최대 거물 조직인 "다크 스포츠 재단(일본어: ダークスポーツ財団)"는 사실상 리그를 소유하여 이러한 거친 경기를 오히려 장려했다. 다크 스포츠 재단 산하 아이언리그 축구팀인 다크 프린스(일본어: ダークプリンス)의 스타 선수 리거인 "마하 윈디"는 이런 상황을 혐오하여 다크를 탈단하여 다른 팀으로 이적하려 했으나 다크 재단의 압력으로 그의 이적을 원하는 팀이 없게 되는 상황에 처하게 된다. 결국 수수께끼의 야구 리거인 "메그넘 에이스"의 인도로 당시 페어플레이를 지향하는 약소 팀인 실버 캐슬(일본어: シルバーキャッスル)에 입단한다.
실버 캐슬은 매그넘 에이스와 마하 윈디의 중심으로 차례로 다른 종목의 리거들이 입단하면서 점점 강팀으로 성장했고 다크 재단의 방해에도 결국 축구 리그 우승을 달성한다. 이 과정에서 거친 경기를 일삼던 다크의 "골드 삼형제"는 실버캐슬의 페어플레이 정신에 감화되었으나 다크 재단의 리거 자신들의 방침대로 골드 삼형제를 "강제 은퇴" 처리하여 전투 병기인 "아이언 솔저"로 개조되어 우주의 전장에 투입될 위기에 처해진다. 골드 삼형제는 실버 캐슬의 도움으로 개조될 위험에서 벗어나면서 다크 재단을 떠나 여행을 하고 실버캐슬도 실버 캐슬의 오너인 루리 긴죠의 부친인 리카르도 긴죠의 부탁으로 아이언리그에서 쫓겨나 방황하는 이른바 "버려진 리거"들을 계몽하는 여행을 떠난다.
리거들의 지배를 꿈꾸는 다크 재단의 회장 "기로치"의 아들인 "세갈"은 버려진 리거들을 통제하면서 실버캐슬을 방해했다. 세갈의 위협에도 실버캐슬은 여행을 계속하면서 세갈과 그의 수하들의 방해를 모두 물리치고 헥토파스칼섬(일본어: ヘクトパスカル島)에서 벌어진 세갈과의 결전에서 승리하면서 세갈은 리거에 대해 손을 떼게 된다. 여행을 마치고 돌아온 실버캐슬은 월드 투어에서도 계속 페어플레이를 중시하였고 이는 다크 스포츠 재단도 점점 페어플레이를 받아들이는 결과를 낳았다. 결국 실버캐슬은 다크 스포츠 재단의 산하팀인 다크 스완(일본어: ダークスワン)과의 월드 투어 결승전에서 승리하면서 팀 역사상 최초로 우승을 차지하였고 두 팀의 페어플레이를 지켜본 기로치도 개심하여 강제 은퇴 제도를 없애면서 아이언 솔저 사업에 손을 떼게 된다.

## 등장 인물

### 실버 캐슬
- 매그넘 에이스(マグナムエース, 성우: 마츠모토 야스노리)
- 마하 윈디(マッハウインディ, 성우: 오키아유 료타로)
- 키아이 류켄(キアイリュウケン, 성우: 호리카와 료)
- 불 아머(ブルアーマー, 성우: 챠후린)
- 키와미 쥬로타(極 十郎太, 성우: 야마구치 캇페이)
- 탑 조이(トップジョイ, 성우: 코스기 쥬로타)
- GZ(ジーゼット, 성우: 호리 유키토시)
- 루리 긴죠(ルリー銀城, 성우: 요코야마 치사)
- 에드몬드 긴죠(エドモンド銀城, 성우: 겐다 텟쇼)

### 다크 스포츠 재단
- 골드 암(ゴールドアーム, 성우: 야나다 키요유키)
- 골드 풋(ゴールドフット, 성우: 타치키 후미히코)
- 골드 마스크(ゴールドマスク, 성우: 오타 신이치로)
- 파이터 스피릿(ファイタースピリッツ, 성우: 나카타 죠지)
- 파이터 애로(ファイターアロー, 성우: 사토 마사미치)
- 기로치(ギロチ, 성우: 스가와라 마사시)
- 세갈(セーガル, 성우: 치바 잇신)

### 기타
- 리카르도 긴죠(リカルド銀城, 성우: 아리모토 킨류)